# Kathi Wörndl

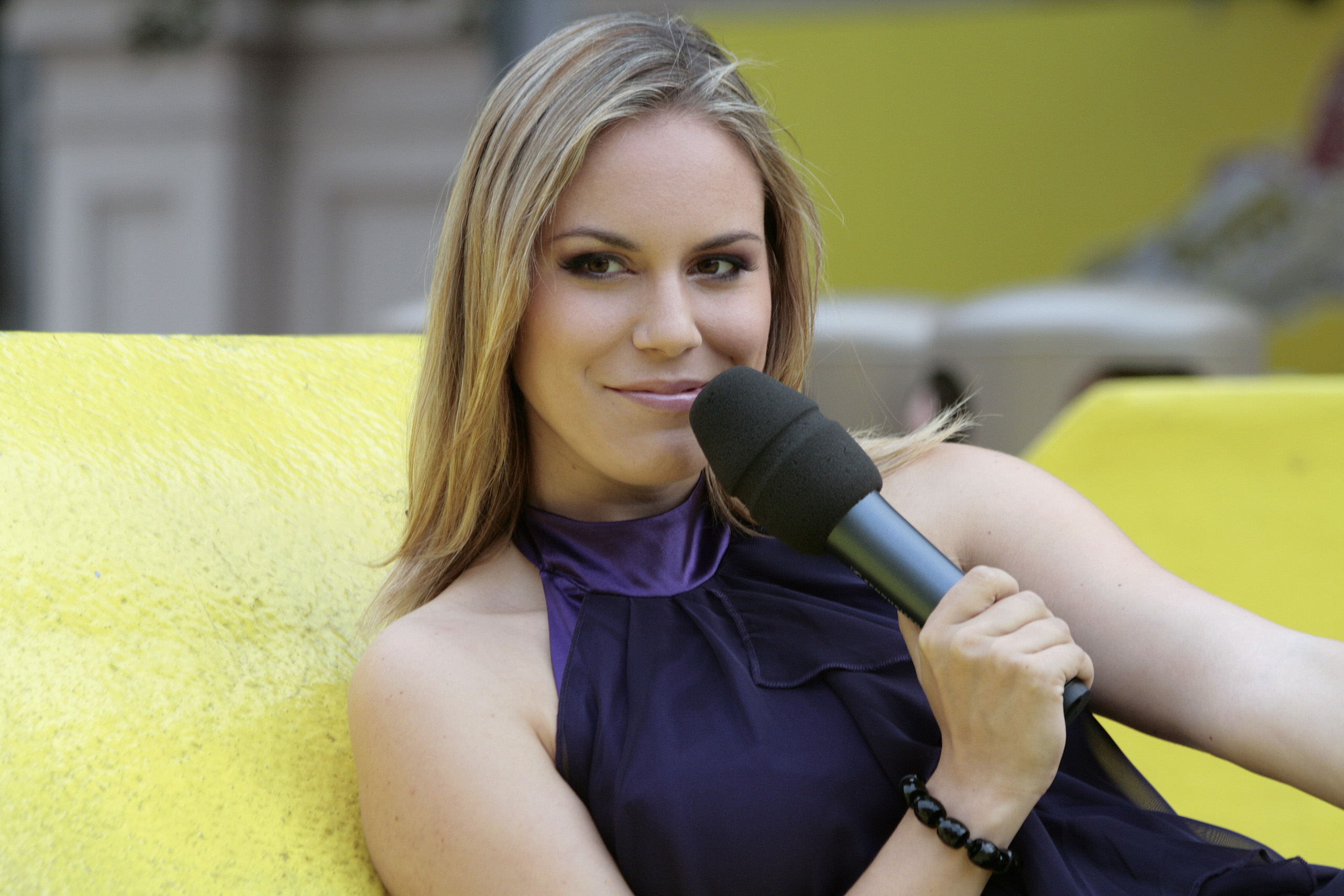
Kathi Wörndl, 2009

Kathi Wörndl (* 21. Juli 1983 in Salzburg) ist eine Moderatorin und Journalistin, die sich im deutschen und österreichischen TV im Bereich Unterhaltung, Sport & News einen Namen gemacht hat. Zudem moderiert sie zahlreiche Events und arbeitet bei einer deutschen Digital-Kommunikationsagentur als CMO.

## Werdegang
Nachdem Wörndl im Jahr 2001 ihre Matura absolviert hatte, studierte sie in Salzburg Kommunikationswissenschaft in Kombination mit den Fächern Recht und Wirtschaft. Zudem machte sie die Medienakademie am Kuratorium für Journalistenausbildung in Salzburg und Wien, die sie im Jahr 2002 abschloss. Im Rahmen verschiedener Volontariate und Praktika bei Radio, TV, Print und Online-Medien in Österreich und Deutschland sammelte sie Praxis. Erste Gehversuche im Journalismus machte sie bereits mit 14 Jahren als ‚Mitarbeiterin‘ für die Kinderseite der österreichischen Tageszeitung Salzburger Nachrichten. Dort war sie auch neben der Schule in den darauffolgenden Jahren für viele verschiedene Ressorts als freie, regelmäßige Redakteurin tätig und betreute zusätzlich viele Jahre das Gesellschaftsressort (mit eigener Kolumne).
Im Alter von 19 Jahren zog es Wörndl parallel dazu zum Fernsehen und nach einigen Jahren als Redakteurin, Format- oder Ressortverantwortliche auch vor die Kamera: Einige feste Stationen von ihr waren das Red Bull Media House (2008–2017),  ServusTV (2009–2017),  SAT.1 Österreich, Salzburg TV sowie ATV. Im Fernsehen war sie auch bei Aktenzeichen XY ungelöst (1995) und Das weiße Rössl (2014) zu sehen.
Seit September 2017 moderiert sie als Nachfolgerin von Sandra Kuhn die RTLZWEI News und verantwortet dort das Ressort ‚VIPS‘. Dazu moderiert Kathi Wörndl in Österreich und Deutschland Events aller Art und ist Testimonial verschiedener Firmen. Nebenbei ist sie als Digital Creator tätig und berät im Bereich der strategischen Kommunikation Unternehmen sowie Agenturen. Als Gesicht und Social Media Managerin von Westwing hat sie mehrere Jahre zahlreiche Live-Shows auf Instagram, YouTube & Co. moderiert und verantwortet. Seit 2022 ist sie neben ihren Moderationen im Management der Berliner Kommunikations-Agentur ‚StoryMachine‘, wo sie zuerst als Chief Innovation Officer startete und schließlich die Rolle des Chief Marketing Officers übernahm. Dazu leitet sie die Bereiche ‚Brands‘ sowie ‚New Business‘.

## Persönliches
Kathi Wörndl ist verheiratet und hat drei Kinder. Sie wohnt in Potsdam und pendelt für Moderationen zwischen Österreich, Köln und Berlin.
Ihre große Leidenschaft ist dekorieren, einrichten und kochen – was sie auch immer wieder in den Westwing-YouTube-Videos zeigt. Dazu hat sie einen Lehrgang für Interior Design absolviert.
In verschiedenen Interviews schwärmt die Salzburgerin zudem von ihrer Leidenschaft für Fußball, aber auch selbst ist sie sportlich sehr aktiv: mehrmals die Woche trifft man die Wahl-Potsdamerin beim Laufen – Yoga, Pilates, Krafttraining, Ballett oder auch Morgen-Wanderungen auf die Berge in ihrer Heimat Salzburg runden das Programm, das sie ihre ‚Energie-Zapfsäule‘ nennt, ab.

## Auszeichnungen
- Salzburgerin des Jahres 2014
- Wahl der Journalisten des Jahres 2013 – Bereich: Unterhaltung – unter Top 10